# Potamogeton hoggarensis
Potamogeton hoggarensis là một loài thực vật có hoa trong họ Potamogetonaceae. Loài này được Dandy miêu tả khoa học đầu tiên năm 1937.